# Charles De Visscher
Charles Marie Joseph Désiré De Visscher (Gent, 2 augustus 1884 - Sint-Pieters-Woluwe, 2 januari 1973) was een Belgisch jurist en hoogleraar, specialist in internationaal recht.

## Levensloop
De Visscher werd geboren als zoon en kleinzoon van Gentse artsen. Hij werd al vroeg wees, en werd samen met zijn broer Fernand De Visscher opgenomen door de Gentse priester Watté, die zich om hun opvoeding bekommerde. De Visscher trouwde met Hélène Mertens († 2 augustus 1958) met wie hij zeven kinderen kreeg, van wie er drie priester werden.
Hij werd doctor in de rechten (1907, Gent) en licentiaat politieke en sociale wetenschappen (1909, Gent). Hij was hoogleraar in Gent vanaf 1911 (docent strafrecht). In 1913 werd hij hoogleraar internationaal recht in opvolging van Albéric Rolin. Hij bleef in Gent doceren tot in 1931. De vernederlandsing van de universiteit was voor hem niet welkom en hij zag zich niet in het Nederlands doceren. Hij verhuisde dan ook naar de universiteit van Leuven, waar hij trouwens al sedert 1919 cursussen gaf.
In 1914 was hij met zijn gezin naar Engeland gevlucht en had hij zich gevestigd in Oxford. Onder invloed van de Eerste Wereldoorlog spitste hij voortaan zijn activiteiten toe op het volkenrecht. Hij verdiepte zich onder meer in de kwestie van de neutraliteit van landen en de schending ervan, zoals met België het geval was.

## Internationaal recht
Zijn publicaties op het domein van het internationaal recht brachten hem tot het bekleden van verschillende hoge functies. Vooreerst was hij hoogleraar internationaal recht aan de universiteiten van Gent en Leuven en tevens gastdocent aan de Universiteit van Chicago en aan de Academie voor Volkenrecht in Den Haag. Hij werd algemeen secretaris en voorzitter van het Institut de Droit International, vanaf 1923 was hij lid van het Arbitragehof in Den Haag en van 1937 tot 1952 was hij rechter bij het Internationaal Gerechtshof in Den Haag. Hij zat onder meer in 1957 de internationale commissie voor, die een onderzoek instelde naar de kaping door de Fransen van het vliegtuig dat de Algerijnse verzetsstrijder Ahmed Ben Bella vervoerde.
Op basis van zowel zijn academisch onderzoek als van zijn ervaringen in de praktijk, publiceerde hij talrijke bijdragen over het internationaal recht. Hij interesseerde zich onder meer voor de bescherming van cultuurgoederen bij gewapende conflicten en, na de Tweede Wereldoorlog, aan het ontluikende concept van de mensenrechten, waarvoor hij een personalistische invulling bepleitte. Zijn hoofdwerk Théories et réalités en droit international public is een klassieker geworden.
In 1954 werd hij erevoorzitter van het Institut de Droit International. In 1947 was hij medestichter en tot in 1958 voorzitter van het Belgisch Instituut voor Internationale Betrekkingen (erevoorzitter 1958-1967). Hij was ook lid van de Koninklijke Vlaamse Academie van België voor Wetenschappen en Kunsten. In 1933 werd hij briefwisselend lid, op 6 mei 1940 lid en in 1953 klassenvoorzitter. Hij werd lid en erelid van talrijke verenigingen en instellingen in België en in het buitenland op het gebied van het internationale recht. Hij was voorzitter van de redactie van de Revue belge de droit international en directeur van de Revue de droit international et de législation comparée (1921-1940). Hij was eredoctor van de universiteiten van Parijs, Nancy, Montpellier, Poitiers en Wenen. Hij was corresponderend lid van het Institut de France, erelid van de American Society of International Law, buitenlands lid van de Nederlandse Academie van Wetenschappen, geassocieerd lid van de Academia Pontificia Romana di San Tommaso di Aquino.
Op de eerste dag van de inval van de Duitse troepen in België, 10 mei 1940, sneuvelde zijn zoon Jacques aan het Albertkanaal. Hij had in hem een briljante opvolger gezien. Zijn tweede zoon, Paul De Visscher, werd eveneens hoogleraar rechten. Tijdens de oorlog stond Charles De Visscher aan het hoofd van de verzetsgroep 'Gilles'. Van 26 september 1944 tot 7 februari 1945 was hij minister zonder portefeuille in de naoorlogse regering Hubert Pierlot.
Het departement internationaal recht van de UCL draagt zijn naam.

## Publicaties
- Le contrat collectif de travail. Théories juridiques et projets législatifs, Gent, 1911
- Belgium's Case. A Juridical Enquiry, Hodder & Stoughton, London, 1916
- La Belgique et les juristes allemands, Payot, Parijs, 1916
- The Stabilization of Europe, The University of Chicago Press, Chicago, 1924
- La protection internationale des objets d’art et des monuments historiques, in: Revue de droit international et de legislation comparée, 16/1935, blz. 32–74 en 246–288
- Human Rights in Roman Law Countries, in: Annals of the American Academy of Political and Social Science, 243/1946, blz. 53–59
- The Fundamental Rights of Man. Basis of a Restoration of International Law, in Annuaire de l’Institut de Droit International, 41/1947blz. 1–13
- Théories et réalités en droit international public, A. Pedone, Parijs, 1953
- Problèmes d'interprétation judiciaire en droit international public, A. Pedone, Parijs, 1963
- Aspects récents du droit procédural de la Cour internationale de Justice, A. Pedone, Parijs, 1966
- Les effectivités du droit international public, Parijs, 1967